# Los Maribios
Los Maribios, också Serrania Los Maribios eller Cordillera Los Maribios, är en vulkanisk bergskedja i västra Nicaragua, längs Stillahavskusten. Kedjan inkluderar världens näst yngsta vulkan (Cerro Negro) samt vulkanen med det tredje kraftigaste utbrottent under historisk tid (Cosigüina). Flera av vulkanerna är fortfarande aktiva.

## Vulkaner

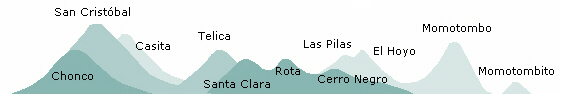
Profil av flertalet av Los Maribios vulkaner

Från nordväst till sydost består bergskedjan av följande vulkaner:
| - Cosigüina - Chonco - San Cristóbal - Moyotepe - Casita - Telica - Santa Clara | - Rota - Cerro Negro - Las Pilas - El Hoyo - Cerro Asososca - Momotombo - Momotombito |